# 泰勇気
泰 勇気（たい ゆうき、1977年10月6日 - ）は、日本の男性声優。リマックス所属。東京都出身。父は作曲家の泰英二郎。ベトナム人の祖父を持つクオーターである。

## 経歴
山口勝平、岡本麻弥、大沼弘幸がパーソナリティを務めていたラジオ番組『アニキンFREEDOM』のスタジオ見学して、「こんな人たちとお仕事が出来たらいいな」と思ったことで声優を目指した。
井上和彦の声優教室3期出身。2009年8月に、10年ほど所属していた元氣プロジェクトを離籍。同年9月よりリマックス所属。
声優界きってのロボット好きであり、『スーパーロボット大戦』を初めとしたロボット作品に出演することを夢見ていた。テレビアニメ『超電磁ロボ　コン・バトラーV』を見たのが、ロボット好きの発端だったという。ロボットへの愛着は凄まじく、HPには山のようなコレクショントイの写真が掲載され、幼い頃からロボットの絵を描き、大人になった現在でも趣味を「メカニックデザイン」とするほどの入れ込みよう（ロボットの絵はこれという自信作を一度映像つきのラジオ番組においても自ら持っていき、視聴者に見せたこともある。現在でも公式サイトでその作品を鑑賞できる）で、自主制作音楽グループV.S UNIONではオリジナルで製作したロボット主題歌を歌ってライブなど精力的に活動し、JAM Projectの一般公募に応募したこともある（わずか数人しか残らなかった二次選考まで残ったが、落選）など、そのロボットに対する熱意は計り知れない。ロボットアニメの知識も豊富で、ライブにおいてカバーして歌った「Break Out」をアンコールされたところ、「『ダイ・ガード』?」と聞き間違えたり、ライブの待ち時間にコアな作品の曲を流したり、歌ったりすることもある。掲示板においては「死に役でもいいからロボットに乗りたい」と発言している。
夢叶って『第3次スーパーロボット大戦α 終焉の銀河へ』の主人公クォヴレー・ゴードンを演じた際にはHPで大きく宣伝してその喜びを伝えており、今でもその思い入れを訴えている。その後も『獣装機攻ダンクーガノヴァ』のジョニー・バーネット、『スーパーロボット大戦Scramble Commander the 2nd』のケイジ・タチバナなどでロボット作品の出演を果たしている。なお、泰は同シリーズにおいて主人公を二役演じた唯一の声優である。また、タカラトミーのイベントブースでMCを何度か務めており、その際『トランスフォーマー』のアニメシリーズおよび『TRANSFORMERS』の吹き替えにおける出演の声が掛からなかったことを壇上でネタにしていた。ここでも念願叶い『トランスフォーマーアドベンチャー』でキックバックの役をもらう事と相成った。
2009年からは声優業の傍ら、V.S UNIONとしての活動を例年以上に精力的に行いつつ、自身が製作したプラモデル専用のブログを設けるなど自身の趣味的な活動にも熱を入れている。
2016年以降は、ローカルヒーロー制作会社「ヤツルギ魂」作品で怪人役を担当している。また、玩具レビュアーとしてもYouTubeにて「YU-Kiのお部屋」と言うチャンネルで主に変形玩具を扱う動画をアップする活動をしている。

## 人物
自分と似ているキャラクターとして『獣装機攻ダンクーガノヴァ』のジョニー・バーネット、思い入れのあるキャラクターとして『第3次スーパーロボット大戦α 終焉の銀河へ』のクォヴレー・ゴードンをあげている。ジョニーは自分と性格が似ているから、クォヴレーは長年の夢が叶ったからと語っている。なお、クォヴレーに設定されている生年月日等は、泰のものと同じである。
かないみかのプロデュースの下、森訓久・梯篤司・宮下栄治・増川洋一・勝杏里と声優ユニット「Revolver」を結成していたが、2005年12月23日付で脱退した。ちなみにRevolverの名づけ親は彼であることを『サンセットラヂオ』で述べている。
『D.C.S.S. 〜ダ・カーポ セカンドシーズン〜』で、演じた主人公のあまりに鈍感で無神経とも取れる言動にアフレコ現場の空気が悪くなったというエピソードを共演した宮崎羽衣にインタビューで暴露された。尤も泰自身はその点は良く理解しており、主人公の行為や物語の結末に批判の多い同作品について「『D.C.S.S.』は無限に存在する『D.C.』の平行世界の一つに過ぎないと思う」とコメントを残している。
サイトの掲示板においてはレスは遅れてもしっかりと返事をしている。その中においてファンが「小野大輔と緑川光の声が似てる気がしないか」という書き込みに対し、「そうは思わない」と否定した上で「個性を売りとしている声優が、誰かと声が似てると言われるのは気持ちの良いものではない」と語った（本人も父親と声や歌い方が似てると言われたことがあるという）。公式サイトのブログではたびたびプライベートな写真を公開し、自分の幼少時代や母親の写真などまで載せることがある。
ライブなどでは、終了後客席にやってきて、積極的にファンと会話している場面も見られる。
趣味はプラモデル、掃除。資格は第一種普通自動車免許、JAF国内B級ライセンス。

## 出演
太字はメインキャラクター。

### テレビアニメ
2000年
- 人造人間キカイダー THE ANIMATION（チンピラ）

2001年
- フルーツバスケット（男子C、男子3、一年男子生徒2 他）

2002年
- スパイラル －推理の絆－（男子生徒）
- 爆転シュート ベイブレード 2002（技術者A、技師A、ケイン、技師1、DJ）

2003年
- E'S OTHERWISE（戒＝玖堂）
- おねがい☆ツインズ（安藤）
- グリーングリーン（男子生徒）
- D.C. 〜ダ・カーポ〜（朝倉純一）
- なるたる（石田）
- マーメイドメロディー ぴちぴちピッチ（ダイチ、兵士、渡辺P 他）

2004年
- アズサ、お手伝いします!（春巻春平）
- エルフェンリート（警備員、隊員B）
- 陰陽大戦記（地流闘神士A）
- 機動戦士ガンダムSEED DESTINY（チェン・ジェン・イー）
- スクールランブル（2004年 - 2006年、奈良健太郎 / 少年奈良、佐野、三井雅顕 他） - 2シリーズ
- ソニックX（レオン）
- B-伝説! バトルビーダマン（2004年 - 2005年、グレイ） - 2シリーズ
- 魔法少女隊アルス（レノン）
- 妄想代理人
- ゆめりあ（生徒B、プールの男たち、パン屋さん、カメラ小僧）

2005年
- UG☆アルティメットガール（諸星真）
- こいこい7（田中哲朗）
- ふしぎ星の☆ふたご姫（タビィ）

2006年
- Gift〜eternal rainbow〜（天海春彦）
- ゴーストハント（渋谷一也）
- シュヴァリエ 〜Le Chevalier D'Eon〜（デオン・ド・ボーモン）
- スーパーロボット大戦OG -ディバイン・ウォーズ-（クォヴレー・ゴードン）

2007年
- ef - a tale of memories.（2007年 - 2008年、堤京介、予告ナレーション） - 2シリーズ
- 獣神演武 -HERO TALES-（鳳星銘徳）
- 獣装機攻ダンクーガノヴァ（ジョニー・バーネット）
- PRISM ARK（アクティ・アクセル）
- 流星のロックマン トライブ（2007年 - 2008年、ブライ）

2008年
- あまつき（胡僊）

2009年
- バトルスピリッツ 少年激覇ダン（ノンポリー）

2010年
- 遊☆戯☆王5D's（ピアスン）

2011年
- イナズマイレブンGO（2011年 - 2014年、狩屋マサキ、丹羽長秀、ガンマ、中岡慎太郎、鉄角真 他） - 3シリーズ

2012年
- 聖闘士星矢Ω（ミラポロス）
- NARUTO -ナルト- 疾風伝（ワタセ、千手柱間〈少年期〉）
- 氷菓（勝田竹男）

2013年
- たまごっち! みらくるフレンズ（ドクター・フューチャー）
- 探検ドリランド -1000年の真宝-（鉄槌神アヴィエル）

2014年
- 黒執事 Book of Circus（ピーター）
- GO-GOたまごっち!（ドクター・フューチャー）
- ディスク・ウォーズ:アベンジャーズ（アイスマン）

2015年
- ちびまる子ちゃん（農家の夫、まーくん、郵便屋さん）
- ワールドトリガー（2015年 - 2022年、穂刈篤） - 2シリーズ

2016年
- 刀剣乱舞-花丸-（2016年 - 2018年、宗三左文字、太郎太刀） - 2シリーズ

2018年
- ソラとウミのアイダ（鍵谷厚志）

2020年
- 文豪とアルケミスト 〜審判ノ歯車〜（佐藤春夫）
- エタニティ 〜深夜の濡恋ちゃんねる♡〜（宇都宮） - 通常版
- 魔女の旅々（宿主）

2022年
- ラブオールプレー（宮城蓮、吉住鉱）

2024年
- 刀剣乱舞 廻 -虚伝 燃ゆる本能寺-（宗三左文字、太郎太刀）

### 劇場アニメ
- 劇場版イナズマイレブンGO 究極の絆 グリフォン（2011年、狩屋マサキ、枝木早樹、六塔源蔵[要出典]）
- 劇場版イナズマイレブンGO vs ダンボール戦機W（2012年、狩屋マサキ）

### OVA
- 旭日の艦隊（2002年、アントン）
- スクールランブル 一学期補習（2005年、奈良健太郎）
- D.C.if 〜ダ・カーポ イフ〜（2008年、朝倉純一）
- 華ヤカ哉、我ガ一族 キネトグラフ（2012年、宮ノ杜守 / 御杜守[30]）

### Webアニメ
- TOMOTOON! ダブル・ハード（2013年、速水大貴）
- 聖闘士星矢 黄金魂 -soul of gold-（2015年、バルドル）

### ゲーム
2003年
- Take Off!（小此木優）

2004年
- 水月 〜迷心〜（大和庄一）

2005年
- 太鼓の達人 とびっきり! アニメスペシャル（「BE THE ACE」歌唱）
- 第3次スーパーロボット大戦α 終焉の銀河へ（クォヴレー・ゴードン）

2007年
- SDガンダム GGENERATION SPIRITS
- 獣神演武DS（鳳星銘徳）
- スーパーロボット大戦OG ORIGINAL GENERATIONS（DC兵士）
- スーパーロボット大戦OG外伝（DC兵士）
- スーパーロボット大戦Scramble Commander the 2nd（ケイジ・タチバナ）
- ロックマンゼクス アドベント（ヘリオス、ミック）

2008年
- スーパーロボット大戦Z（連邦軍兵）
- PRISM ARK -AWAKE-（アクティ・アクセル）
- ラスト・エスコート2 〜深夜の甘い棘〜（天祢一星）

2009年
- キラ☆キラ 〜Rock'n'RollShow〜（殿谷健太）
- ナデプロ!! 〜キサマも声優やってみろ!〜（八十科悠）

2010年
- アガレスト戦記2（ファスティー）
- ef - a fairy tale of the two.（提京介）
- 太鼓の達人Wii みんなでパーティ☆3代目!（「BE THE ACE」歌唱）
- 華ヤカ哉、我ガ一族（2010年 - 2015年、宮ノ杜守 / 御杜守、宮ノ杜守） - 4作品

2011年
- イナズマイレブンGO（2011年 - 2013年、狩屋マサキ、医者、ガンマ、丹羽長秀、中岡慎太郎、鉄角真 他） - 3作品
- イナズマイレブン ストライカーズ（2011年 - 2012年、狩屋マサキ、木瀧常緒、マッチョス、シュテン、ガンマ、ドリム、木瀧常緒） - 3作品
- 太鼓の達人 ぽ〜たぶるDX（「BE THE ACE」歌唱）
- 第2次スーパーロボット大戦Z（2011年 - 2012年、ジョニー・バーネット） - 2作品
- 謎惑館 〜音の間に間に〜

2012年
- 圧倒的遊戯 ムゲンソウルズ（2012年 - 2013年、エルカ） - 2作品
- エルクローネのアトリエ 〜Dear for Otomate〜（ディルク）

2013年
- スーパーロボット大戦Operation Extend
- スーパーロボット大戦UX（ジョニー・バーネット、スクラッグ兵士、キメラ）
- ソニックロストワールド（ゾア）

2014年
- 第3次スーパーロボット大戦Z（2014年 - 2015年、ジョニー・バーネット） - 2作品
- ぷよぷよテトリス（アイ）

2015年
- 刀剣乱舞（宗三左文字、太郎太刀）
- 夢王国と眠れる100人の王子様（ラトリア）

2016年
- 祝姫（2016年 - 2017年、熱田夏也） - 2作品
- クイズRPG 魔法使いと黒猫のウィズ（ヤーボ・ブラックモア）
- サモンナイト6 失われた境界たち（ライ）
- スーパーロボット大戦OG ムーン・デュエラーズ（アイン・バルシェム）
- Strawberry Nauts（紬木智）
- 12オーディンズ（ニールス）
- 文豪とアルケミスト（佐藤春夫）
- ぼくたちのプロマネ!（遠野圭）

2017年
- 真・女神転生 DEEP STRANGE JOURNEY（デント、シャイターン）
- ソラとウミのアイダ（鍵谷厚志）
- 征戦!エクスカリバー（アポロン、邪神ロキ）

2018年
- 聖剣伝説2 SECRET of MANA
- 天涯ニ舞ウ、粋ナ花（宮ノ杜守）
- 誰ガ為のアルケミスト（ジェラルド）
- 竜星のヴァルニール（シャルド）

2020年
- ぷよぷよテトリス2（アイ）
- ぷよぷよ!!クエスト（アイ）

2022年
- スーパーロボット大戦DD（アイン）
- 風のファンタジア（ガウェイン）

2023年
- モンスターユニバース（ラティオ）
- ファイナルファンタジーXVI

2024年
- ヘブンバーンズレッド（茅森音也）
- ファイアーエムブレム ヒーローズ（カイル）
- 聖剣伝説 VISIONS of MANA

### ドラマCD
- ドラマCD THE IDOLM@STER Vol.1 - 6（プロデューサー）
- 秋色恋華（新山志伸）
- イタズラなKiss（中川武人）
- DJ+ドラマCD いつでも召喚!サモンナイト4（ライ）
- イナズマイレブンGO ドラマCD「永遠の絆!!」（狩屋マサキ）
- Eternal Legend 〜継承の系譜〜 シリーズ（キリー）
- 学園創世 猫天!（勘助）
  - 学園創世 猫天!&鉄のラインバレル WドラマCD
- カミヨミ（隊幹部2）
- こいこい7 シリーズ（田中哲郎）
- ゴーストハント〜忘れられた子どもたち〜 前編・後編（渋谷一也）
- 獣装機攻ダンクーガノヴァ（ジョニー・バーネット）
- ZX GIGAMIX（ミック）
- D.C. 〜ダ・カーポ〜 シリーズ（朝倉純一）
  - ドラマCD D.C. 〜ダ・カーポ〜 初音島ドラマシアター
  - ラジオCD D.C. 〜ダ・カーポ〜 初音島放送局2
  - ラジオCD D.C. 〜ダ・カーポ〜 初音島放送局4
- チェックメイト（太陽夏）
- ナデプロ!!（八十科悠）
- 華ヤカ哉、我ガ一族 シリーズ（宮ノ杜守 / 御杜守）
  - 華ヤカ哉、我ガ一族 ドラマCD 「賑わいませう、星降る聖夜に」
  - 華ヤカ哉、我ガ一族 キネマモザイク ドラマCD 〜宮ノ杜とらぶる〜
  - 華ヤカ哉、我ガ一族 ドラマCD 「御杜銀座帝国最強呪いの宮ノ杜パーラー」[54]
  - 華ヤカ哉、我ガ一族 ドラマCD 「宮ノ杜兄弟創作カレー」[54]
- 半分の月がのぼる空（山西保）
- 陽だまりのピニュ
- ヤングガン・カルナバル（那賀風樹）
- ラスト・エスコート2 シリーズ（天祢一星）
  - ラスト・エスコート2 〜深夜の甘い棘〜 ドラマCD
  - ラスト・エスコート2 〜深夜の甘い棘〜 ドラマCD 〜ナゼに白薔薇? 艶街九月の夜の夢〜
- WILD ADAPTER 02（藤沼武司）
- 私は私のまま、誰にでも変われる キャラクターCD Vol.5 咲河りふる（美山守）

### 吹き替え

#### 洋画
- TOUCH/タッチ（アブドゥル）
- ティーン・ビーチ・ムービー（タナー）
- ロンドンゾンビ紀行（アンディ〈ハリー・トレッダウェイ〉）

#### ドラマ
- 愛の記憶はさえずりとともに
- キャシーのbig C いま私にできること（アダム・ジェイミソン〈ガブリエル・バッソ〉[55]）
- グレイズ・アナトミー8（チャーリー）
- 18・29〜妻が突然18才!?（キム・ヌン）

#### 海外アニメ
- 怪奇ゾーン グラビティフォールズ（ディッパー・パインズ）
- 超ロボット生命体 トランスフォーマー プライム（ディセブティコンビーコン、ホイルジャック、ノジ、MECH〈メック〉、ガブ、ニュースキャスター、兵士、ウージ、シャドウガブ）
- トランスフォーマー アドベンチャー（キックバック）

### 特撮
- 時空警察ヴェッカーシグナ（バディ） - 第4話では顔出し出演あり
- 鳳神ヤツルギ6
  - 電撃!!ライデンマル2
  - 超電光スパークルZ 木更津アサリ姫伝説
  - 絶対帰還カエルーン
  - 救命戦士シェルブレイブ2

### ラジオ
- サンセットラジオ（友情出演）
- D.C. 〜ダ・カーポ〜 初音島放送局（パーソナリティ）
- デュアル・エッジ・ステーション〜トクマチャンネル〜（アニメイトTV）
- サンライズラヂオBREEZE（不定期出演）

### ラジオドラマ
- ニードルアイ

### 舞台
- 白のカノン（おしばい軍団もずくぁんず、2005年12月）
- タンバリンプロデューサーズ第2回公演「KILLER IN KILLERS」（2006年4月6日‐9日、新宿サンモールスタジオ）
- 天使は瞳を閉じて（おしばい軍団もずくぁんず、2009年2月）
- team.roughstyle 第四回公演 リーディングシアター「あやかり草紙」（2015年7月11日 - 12日、ウエストエンドスタジオ）[56]
- 誰かこの状況を説明してください!〜契約から始まるウェディング〜（2016年7月、萬劇場） - ロータス 役
- ときめきステーショナリーズ2（2019年7月13日、15日、池袋オペラハウス）

### その他コンテンツ
- SNKプレイモア『パチスロ 七色未来』（ケイ）
- ベイブレード関連イベント（ブレーダーDJ本人）
- 携帯コンテンツ：どこでもUSEN「王様募集!!」
- ミクロマン 2007 時空警察ヴェッカーシグナ オリオン&オニグモセット特典DVD 教えてレディ! 第3回「オリオンのひみつ」（オリオンバディ）
- 花の声優界! スター☆ボウリング 新春から吠えて笑って大暴投SP
- 特集陳列『刀剣を楽しむ─名物刀を中心に─』刀剣乱舞版ガイド（京都国立博物館、2015年12月15日 - 2016年2月21日）[57]
- 夜の巷を徘徊する（テレビ朝日、2019年11月29日）#219「マツコお台場ガンダムベースでショックを受ける」 - 川口克己の助手として
- ASMRシチュエーションボイス：あやかし異聞（2021年、銀髪の妖狐[58]）
- ボイスコミック：怪盗ルパン伝 アバンチュリエ（2021年、アルセーヌ・ルパン）

## ディスコグラフィ

### キャラクターソング
| 発売日         | 商品名                                                                     | 歌 | 楽曲                             | 備考                                                              |
| -------------- | -------------------------------------------------------------------------- | --- | -------------------------------- | ----------------------------------------------------------------- |
| 2007年5月27日  | 未来戦線異常アリ                                                           | 加門朔哉（鈴木達央）、ジョニー・バーネット（泰勇気） | 「未来戦線異常アリ」             | テレビアニメ『獣装機攻ダンクーガノヴァ』関連曲                    |
| 2007年5月27日  | 未来戦線異常アリ                                                           | ジョニー・バーネット（泰勇気） | 「Rock Yo Mind」                 | テレビアニメ『獣装機攻ダンクーガノヴァ』関連曲                    |
| 2007年8月24日  | ナデプロ!!キャラソン!?シリーズVol.1 〜樋口&八十科編〜                      | 八十科悠（泰勇気） | 「時の聖痕」                     | 『ナデプロ!!』関連曲                                              |
| 2007年8月24日  | ナデプロ!!キャラソン!?シリーズVol.1 〜樋口&八十科編〜                      | 樋口龍（置鮎龍太郎）、八十科悠（泰勇気） | 「ナデシコプロダクションのうた」 | 『ナデプロ!!』関連曲                                              |
| 2008年3月5日   | ラスト・エスコート2〜深夜の甘い棘〜 オリジナルサウンドトラック Vol.1       | 天祢一星（泰勇気） | 「walk」                         | ゲーム『ラスト・エスコート2〜深夜の甘い棘〜』関連曲               |
| 2012年1月25日  | イナズマイレブンGO キャラクターソング オリジナルアルバム                   | 松風天馬（寺崎裕香）、西園信助（戸松遥）、狩屋マサキ（泰勇気）、影山輝（藤村歩）、空野葵（北原沙弥香） | 「雷門中学校 校歌」              | テレビアニメ『イナズマイレブンGO』関連曲                          |
| 2012年1月25日  | イナズマイレブンGO キャラクターソング オリジナルアルバム                   | 狩屋マサキ（泰勇気）、影山輝（藤村歩） | 「放課後ケミストリー」           | テレビアニメ『イナズマイレブンGO』関連曲                          |
| 2012年11月28日 | イナズマオールスターズ×TPKキャラクターソングアルバム「マジで感謝！」       | 剣城京介（大原崇）、狩屋マサキ（泰勇気） | 「さよなら過去の俺」             | テレビアニメ『イナズマイレブンGO』関連曲                          |
| 2012年11月28日 | イナズマオールスターズ×TPKキャラクターソングアルバム「マジで感謝！」       | 西園信助（戸松遥）、狩屋マサキ（泰勇気） | 「とどけっ！友情のエール」       | テレビアニメ『イナズマイレブンGO』関連曲                          |
| 2013年2月27日  | イナズマイレブンGOクロノ･ストーンオールスターズ キャラクターソングアルバム | 三国太一（佐藤健輔）、狩屋マサキ（泰勇気） | 「いつかの話」                   | テレビアニメ『イナズマイレブンGO』関連曲                          |
| 2013年8月14日  | イナズマオールスターズ×TPKキャラクターソングアルバム「感動共有！」         | 瞬木隼人（石川界人）、鉄角真（泰勇気） | 「君が居れば」                   | テレビアニメ『イナズマイレブンGO』関連曲                          |
| 2013年8月14日  | イナズマオールスターズ×TPKキャラクターソングアルバム「感動共有！」         | イナズマオールスターズ | 「感動共有！」                   | テレビアニメ『イナズマイレブンGO』関連曲                          |
| 2014年2月19日  | イナズマイレブンシリーズ5周年記念「本当にありがとう」                      | 円堂守（竹内順子）、豪炎寺修也（野島裕史）、鬼道有人（吉野裕行）、風丸一郎太（西墻由香）、吹雪士郎（宮野真守）、松風天馬（寺崎裕香）、神童拓人（斎賀みつき）、狩屋マサキ（泰勇気）、真名部陣一郎（野島裕史）                                                                             | 「またね…のキセツ」              | テレビアニメ『イナズマイレブンGO』関連曲                          |
| 2014年2月19日  | イナズマイレブンシリーズ5周年記念「本当にありがとう」                      | 瞬木隼人（石川界人）、九坂隆二（岡林史泰）、皆帆和人（代永翼）、真名部陣一郎（野島裕史）、鉄角真（泰勇気） | 「選ばれし者たち」               | テレビアニメ『イナズマイレブンGO』関連曲                          |
| 2014年2月19日  | イナズマイレブンシリーズ5周年記念「本当にありがとう」                      | 円堂守（竹内順子）、壁山塀吾郎（田野めぐみ）、松風天馬（寺崎裕香）、剣城京介（大原崇）、西園信助（戸松遥）、狩屋マサキ（泰勇気）、影山輝（藤村歩）、空野葵（北原沙弥香）、木野秋（折笠富美子）、音無春奈（佐々木日菜子）、雷門夏未（小林沙苗）                                           | 「雷門中学校 校歌」              | テレビアニメ『イナズマイレブンGO』関連曲                          |
| 2016年10月26日 | 『刀剣乱舞-花丸-』歌詠集 其のニ                                            | へし切長谷部（新垣樽助）、宗三左文字（泰勇気）、薬研藤四郎（山下誠一郎） | 「心魂の在処」                   | テレビアニメ『刀剣乱舞-花丸-』エンディングテーマ                  |
| 2017年12月6日  | 『刀剣乱舞-花丸-』歌詠全集                                                 | 花丸刀剣男士一同 | 「花丸◎日和！47振りver.」        | 劇場アニメ『刀剣乱舞-花丸- 〜幕間回想録〜』主題歌                 |
| 2018年1月24日  | 続『刀剣乱舞-花丸-』歌詠集 其の三                                          | 大和守安定（市来光弘）、加州清光（増田俊樹）、鯰尾藤四郎（斉藤壮馬）、歌仙兼定（石川界人）、宗三左文字（泰勇気）、薬研藤四郎（山下誠一郎）、燭台切光忠（佐藤拓也）、五虎退（粕谷雄太）                                                                                                   | 「花丸印の日のもとで ver.3」     | テレビアニメ『続 刀剣乱舞-花丸-』オープニングテーマ               |
| 2018年2月14日  | 続『刀剣乱舞-花丸-』歌詠集 其の六                                          | 宗三左文字（泰勇気）、小夜左文字（村瀬歩）、江雪左文字（佐藤拓也） | 「花色衣」                       | テレビアニメ『続 刀剣乱舞-花丸-』エンディングテーマ               |
| 2018年2月14日  | 続『刀剣乱舞-花丸-』歌詠集 其の六                                          | 大和守安定（市来光弘）、加州清光（増田俊樹）、小夜左文字（村瀬歩）、鶯丸（柿原徹也）、堀川国広（榎木淳弥）、和泉守兼定（木村良平）、太郎太刀（泰勇気）、次郎太刀（宮下栄治） | 「花丸印の日のもとで ver.6」     | テレビアニメ『続 刀剣乱舞-花丸-』オープニングテーマ               |
| 2018年3月7日   | 続『刀剣乱舞-花丸-』歌詠集 其の九                                          | 太郎太刀（泰勇気）、次郎太刀（宮下栄治） | 「刃生道」                       | テレビアニメ『続 刀剣乱舞-花丸-』エンディングテーマ               |
| 2024年8月14日  | アニメ『刀剣乱舞 廻』キャラクターソングアルバム                            | 三日月宗近（鳥海浩輔）、山姥切国広（前野智昭）、宗三左文字（泰勇気）、不動行光（阪口大助）、へし切長谷部（新垣樽助）、薬研藤四郎（山下誠一郎）、江雪左文字（佐藤拓也）、小夜左文字（村瀬歩）、一期一振（田丸篤志）、鯰尾藤四郎（斉藤壮馬）、燭台切光忠（佐藤拓也）、鶴丸国永（斉藤壮馬） | 「DAYBREAK」                     | テレビアニメ『刀剣乱舞 廻 -虚伝 燃ゆる本能寺-』エンディングテーマ |
| 2024年8月14日  | アニメ『刀剣乱舞 廻』キャラクターソングアルバム                            | 宗三左文字（泰勇気） | 「DAYBREAK〜叙情 arr.〜」        | テレビアニメ『刀剣乱舞 廻 -虚伝 燃ゆる本能寺-』関連曲             |

### シリーズ一覧
1. ↑  第1期（2004年 - 2005年）、第2期『二学期』（2006年）
2. ↑  第1期（2004年）、続編『炎魂』（2005年）
3. ↑  第1期『ef - a tale of memories.』（2007年）、第2期『ef - a tale of melodies.』（2008年）
4. ↑  第1期（2011年 - 2012年）、第2期『クロノ・ストーン』（2012年 - 2013年）、第3期『ギャラクシー』（2013年 - 2014年）
5. ↑  1stシーズン（2015年）、2ndシーズン（2021年）、3rdシーズン（2022年）
6. ↑  第1期（2016年）、第2期『続』（2018年）
7. ↑  『華ヤカ哉、我ガ一族』（2010年）、『華ヤカ哉、我ガ一族 キネマモザイク』（2011年）、『華ヤカ哉、我ガ一族 黄昏ポウラスタ』（2013年）、『華ヤカ哉、我ガ一族 モダンノスタルジィ』（2015年）
8. ↑  第一弾『イナズマイレブンGOシャイン/ダーク』（2011年）、第二弾『イナズマイレブンGO2 クロノ・ストーン ネップウ/ライメイ』（2012年）、第三弾『イナズマイレブンGO ギャラクシー ビッグバン/スーパーノヴァ』（2013年）
9. ↑  『イナズマイレブン ストライカーズ』（2011年）、『イナズマイレブン ストライカーズ 2012エクストリーム』（2011年）、『イナズマイレブンGO ストライカーズ 2013』（2013年）
10. ↑  『破界篇』（2011年）、『再世篇』（2012年）
11. ↑  『圧倒的遊戯 ムゲンソウルズ』（2012年）、『圧倒的遊戯 ムゲンソウルズZ』（2013年）
12. ↑  『時獄篇』（2014年）、『天獄篇』（2015年）
13. ↑  『祝姫』（2016年）、コンシューマー版『祝姫 -祀-』（2017年）

### ユニットメンバー
1. ↑  歌：松風天馬（寺崎裕香）、神童拓人（斎賀みつき）、井吹宗正（鈴木達央）、鉄角真（泰勇気） / コーラス：空野葵（北原沙弥香）、瀬戸水鳥（美名）、山菜茜（ゆりん）
2. ↑  大和守安定（市来光弘）、加州清光（増田俊樹）、へし切長谷部（新垣樽助）、今剣（山下大輝）、前田藤四郎（入江玲於奈）、にっかり青江（間島淳司）、蜂須賀虎徹（興津和幸）、陸奥守吉行（濱健人）、鯰尾藤四郎（斉藤壮馬）、歌仙兼定（石川界人）、宗三左文字（泰勇気）、薬研藤四郎（山下誠一郎）、燭台切光忠（佐藤拓也）、五虎退（粕谷雄太）、山姥切国広（前野智昭）、獅子王（逢坂良太）、石切丸（高橋英則）、秋田藤四郎（山谷祥生）、乱藤四郎（山本和臣）、鳴狐（浅沼晋太郎）、愛染国俊（山下誠一郎）、同田貫正国（櫻井トオル）、鶴丸国永（斉藤壮馬）、平野藤四郎（浅利遼太）、骨喰藤四郎（鈴木裕斗）、厚藤四郎（山下大輝）、小夜左文字（村瀬歩）、鶯丸（柿原徹也）、堀川国広（榎木淳弥）、和泉守兼定（木村良平）、太郎太刀（泰勇気）、二郎太刀（宮下栄治）、大倶利伽羅（古川慎）、三日月宗近（鳥海浩輔）、博多藤四郎（大須賀純）、山伏国広（櫻井トオル）、御手杵（浜田賢二）、江雪左文字（佐藤拓也）、浦島虎徹（福島潤）、一期一振（田丸篤志）、蜻蛉切（櫻井トオル）、日本号（津田健次郎）、小狐丸（近藤隆）、岩融（宮下栄治）、蛍丸（井口祐一）、明石国行（浅利遼太）、長曽祢虎徹（新垣樽助）